# Municipio de Huntley
El municipio de Huntley (en inglés: Huntley Township) es un municipio ubicado en el condado de Edmunds en el estado estadounidense de Dakota del Sur. En el año 2010 tenía una población de 45 habitantes y una densidad poblacional de 0,48 personas por km².

## Geografía
El municipio de Huntley se encuentra ubicado en las coordenadas 45°28′12″N 99°9′15″O / 45.47000, -99.15417. Según la Oficina del Censo de los Estados Unidos, el municipio tiene una superficie total de 93.14 km², de la cual 92,34 km² corresponden a tierra firme y (0,86 %) 0,81 km² es agua.

## Demografía
Según el censo de 2010, había 45 personas residiendo en el municipio de Huntley. La densidad de población era de 0,48 hab./km². De los 45 habitantes, el municipio de Huntley estaba compuesto por el 100 % blancos. Del total de la población el 0 % eran hispanos o latinos de cualquier raza.